# امپراتوری (آلبوم)
| بررسی انتقادی    | بررسی انتقادی                |
| منبع             | رتبه‌بندی                     |
| ---------------- | ---------------------------- |
| آل‌میوزیک         | [ ۱ ]                        |
| انترتینمنت ویکلی | (D)                          |
| Q                | [ نیازمند منبع ]             |
| Piero Scaruffi   | [ ۳ ]                        |
| Record Collector | · (20th Anniversary Edition) |
| Blogcritics      | · (20th Anniversary Edition) |
| ابوت.کام         | · (20th Anniversary Edition) |
| پاپ‌مترز          | · (20th Anniversary Edition) |

امپراتوری (به انگلیسی: Empire) نام چهارمین آلبوم گروه موسیقی هوی متال آمریکایی،کوئینزرایک، است که در ۲۰ اوت سال ۱۹۹۰ منتشر شد. آلبوم گواهی سه‌گانه پلاتین را از آرآی‌اِی‌اِی دریافت کرد. آهنگ «Silent Lucidity» از این آلبوم توانست جایگاه نخست ترانه‌های پررونق راک را بدست آورد، همچنین نامزد دریافت جایزه گرمی برای بهترین ترانه راک و بهترین اجرای وکال راک توسط یک گروه یا گروه دونفری شده بود.

## فهرست ترانه‌ها
1. «Best I Can» (کریس دی‌گارمو) – 5:34
2. «The Thin Line» - (دی‌گارمو، جف تیت، مایکل ویلتون) – 5:42
3. «Jet City Woman» (دی‌گارمو، تیت) – 5:22
4. «Della Brown» (دی‌گارمو، اسکات راکنفیلد، تیت) – 7:04
5. «Another Rainy Night (Without You)» (دی‌گارمو، ادی جکسون، تیت) – ۴:۲۹
6. «Empire» (تیت، ویلتون) – 5:24
7. «Resistance» (تیت، ویلتون) – 5:42
8. «Silent Lucidity» (دی‌گارمو) – 5:48
9. «Hand on Heart» (دی‌گارمو، تیت، ویلتون) – 5:33
10. «One and Only» (دی گارمو، ویلتون) – 5:54
11. «Anybody Listening?» (دی‌گارمو، تیت) – ۷:۴۱

## دست‌اندرکاران
- جف تیت - خواننده
- کریس دی‌گارمو - گیتار، کیبرد،همخوان
- مایکل ویلتون - گیتار،کیبورد، همخوان
- ادی جکسون - گیتار بیس، همخوان
- اسکات راکنفیلد - درام، ساز کوبه‌ای

سایر موسیقیدانان
- مایکل کیمن - رهبر و تنظیم ارکستر
- Randy Gane